# 大中華地區的分離主義運動
大中華地區的分離主義運動（英語：Secession Movement in  Greater China）主要指在两岸四地的分離主義運動。通常使用和最为狭义的大中華地區指中國大陸、香港、澳门、臺灣。前三地由中华人民共和国實際控制，后者由中华民国實際控制。虽然中华人民共和国政府从未实际管辖过台湾，仍将其视为己方领土，将主张台湾独立的势力视为分离主义。中华民国则已不再视中华人民共和国为分离主义政权。
中国共产党在建党初期认可民族自决和联邦制，承认中国少数民族有独立建国的权利，但很快放弃，转为支持民族自治。1949年，建立中华人民共和国后，中国共产党构建了单一制、大一统的国家体制，并在一党专制下，主政至今。中国共产党对中国大陆境内的反叛、独立政权，以及各类分离主义势力持高压消灭之态。在其管控的领土之上，尚无成功独立的先例。进入21世纪后，中国边疆地区虽无类似建国初期大规模的武装反叛活动，但新疆等地的由独立团体领导的暴力事件和恐怖袭击时有发生。
目前在中华人民共和国管辖下，分离主义的活跃地区主要是少数民族聚居的边疆地区和香港。而与西藏、新疆等地因分离主义而频发暴力、恐怖袭击事件相比，在2019年反對逃犯條例修訂草案運動全面爆发前，香港独立运动狀態多是以非暴力活動為主，相對比較和緩可控。2019年6月运动全面爆发后，示威者与香港政府冲突加剧，但至今未形成成建制的武装反叛。运动影响范围尚局限于香港区域内，未突破港深边界，也未有延伸至澳門。

## 历史
清朝是中国历史上最后一个帝制王朝。澳门、香港、臺灣则先后被列強占领、割让。辛亥革命爆发后，地方各省纷纷自清朝独立，中华民国成立。而早在清帝退位前，外蒙古已經於1911年末宣告獨立。南北議和后，1912年清帝退位，亦使中华民国政府获得正统性，宣布其继承清朝曾經统治的领土。而自北洋政府执政起，国家长期战乱、军阀割据。由于新政府势弱和外来干涉，新疆、西藏等边疆地区实质独立，仅名义上隶属于中央政府。林孝庭将国民政府时期，中央政府无法控制边疆地区的情况形容为“想象的主权”:52。
1928年东北易帜，国民政府名义上统一中国，成为代表中国的唯一合法政府。此前的1921年，中国共产党建党，在1927年发动南昌起义，开始武装反叛国民政府。1931年，中国共产党在中央苏区建立中华苏维埃共和国，这是中国共产党建立的第一个以国家命名的政权。中国共产党建党至1930年代初，因国内外环境，出于消除军阀割据，实现各民族平等和人民解放的现实考虑，中国共产党承认少数民族享有民族自决权，有独立建国的权力，并主张采用联邦制构建国家。1931年，中华苏维埃共和国颁布的《宪法大纲》第十四条，“中华苏维埃政权承认中国境内少数民族的民族自决权，一直承认至各弱小民族有同中国脱离，自己成立独立的国家的权利。蒙古、回、藏、苗、黎、高丽人等，凡是居住中国地域内的，他们有完全自决权；加入或脱离中国苏维埃联邦，或建立自己的区域。”同时，当时中国共产党的活动区域尚未触及少数民族聚居地。长征开始至抗日战争时期，中国共产党的民族政策由民族自决转为民族自治，不再支持少数民族独立建国。中国共产党自身出于建立抗日民族统一战线的需要，其领导的军队、政权亦名义上归属国民政府，未再独立建国。1945年抗战胜利前夕，中国共产党第七次全国代表大会党章又重申“为建立联邦共和国而奋斗”的官方主张。
中国共产党取得第二次国共内战胜利，于1949年10月建立中华人民共和国，中华民国政府则退守台湾，形成两岸分治的政治局面。中国共产党将中华人民共和国称为“新中国”，自视为中国（中华民国）的继承者，而非从中国分离的政权。

## 中华人民共和国境内的主要分离势力

### 中华人民共和国
- 西藏独立运动
- 东突厥斯坦独立运动
- 香港獨立運動

以下是中華人民共和國（包括中國大陸、香港、澳门）的主要分離主義運動勢力。

### 香港
- 國族：香港人
  - 謀求建立的國家： 香港國，部分派系主张恢复为英国的海外领土或成为类似新加坡共和国一样的自治邦或英聯邦成員
    - 支持政黨： 港獨派（本土民主前線、青年新政、香港獨立黨、香港民族黨、 香港歸英獨立聯盟）
    - 支持團體： 我是香港人連線、勇武前綫

1997年，香港主權移交中國，成立香港特别行政区。在移交前，中华人民共和国中央政府即承诺香港回归后将执行一国两制政策，社会制度五十年不变。此后，香港大体保留原有政府架构、法律体系，实行高度自治，中央政府不直接管理香港日常行政。但由于政治理念不同，香港民众并未建立起对中华人民共和国，特别是对中央政府的政治、文化认同。进入21世纪，在普选、国民教育等相关政治议题上，香港民众和中央政府分歧日益加大。此后，因香港政治、经济、文化等方面因素，促成香港本土派和独立派形成。中华人民共和国作者指出，香港社会存在对中央政府不满、怀念英国殖民统治的情绪:77，更有企望通过恢复英国殖民统治，完成“香港独立”:41。
2012年时，激进的独立派已引起社会关注:80。2013年12月26日，香港人優先成员闯入解放軍駐香港部隊总部所在，制造了独立派与解放军的首次冲突事件。日后，中华人民共和国作者将此事视为香港独立运动的标志性事件:73:40。2014年9月开始的雨伞革命则促成香港本土派和独立派的全面崛起。2016年9月，选举产生第六屆香港立法會。10月，新任议员梁頌恆、游蕙禎等人借立法会宣誓表达对中华人民共和国和中央政府的政治反感，引发新一轮的政治风波。
2019年6月11日，香港爆发反對逃犯條例修訂草案佔領行動。中华人民共和国外交部将行动定性为“公然地、有组织地发动暴动”。香港特首林郑月娥对“暴动”的定性表示赞同。这一定性亦引发抗议者不满。10月，抗议者发起組建香港臨時政府運動，数日之后不了了之。2020年6月，持续一年的反對逃犯條例修訂草案佔領行動仍在继续，但依旧无法撼动中华人民共和国政府及香港政府的实际管辖地位。6月底，《港區國安法》正式实施，引发国际关注。以美国、英国为代表的西方国家普遍認為中華人民共和國和港府違背“一國兩制”和無視香港民意推行《港區國安法》，故對兩者采取压制行动。美国政府开始对香港實施經濟制裁，同時禁止涉及侵犯港人民主和人權的官員入境。这一系列政治动作，成为中美貿易戰和COVID-19疫情背景之下，中美两国政府间政治角力的一部分。面对美国等诸多国家压制，中華人民共和國官媒《人民日报》在7月4日发表多篇文章进行批驳，其一指“无论外部势力如何施压，都动摇不了中方维护国家主权安全、维护香港繁荣稳定的决心和意志。”其二指，美国国务卿蓬佩奥等人“煽动意识形态对立”将中美关系推入“新冷战”，重提“中美三个联合公报强调双方要始终相互尊重、互不干涉内政、平等相待”。

### 中国大陆

#### 西藏自治區（部分）
- 民族: 藏族
  - 謀求建立的國家： 吐蕃（即建立一个以藏族为主的西藏国）
    - 流亡政府：藏人行政中央（無代表國家和民族組織會員。領袖：司政洛桑森格[12]）
    - 支持政黨：國際西藏獨立運動、西藏全國民主黨[13]
    - 支持團體：自由西藏學生運動、西藏青年大會、國際聲援西藏運動

1950年昌都战役后，解放军进入藏区，西藏由此被中华人民共和国中央政府管控。1959年3月，西藏叛乱，中央政府很快平定叛乱，并进行土地改革，将政权伸入基层。第十四世达赖喇嘛在独立的尝试失败后，离开西藏，流亡印度，到达美国，已退出藏人行政中央决策层，现今转为西藏自治运动当中一名重要领袖。

#### 新疆維吾爾自治區（主要为南疆地区）
- 民族: 維吾爾族、哈萨克族等突厥语系民族
  - 謀求建立的國家： 東突厥斯坦
    - 支持政黨：突厥斯坦伊斯兰党
    - 軍事組織：東突厥斯坦伊斯蘭運動、東突厥斯坦解放組織
    - 支持團體：世界維吾爾代表大會（無代表國家和民族組織會員）

1944年，“新疆王”盛世才调离新疆省，形成权力真空。此前，苏联政府长期在新疆策动反对盛世才政权的暴动。当年，在苏联支持下，新疆相继发生阿山叛亂、伊宁事变，是为三区革命肇始。初期，叛乱由伊斯兰教宗教人士主导，是新疆独立运动的一部分。后期由共产主义者掌握。1945年8月14日，国民政府与苏联政府签定《中苏友好同盟条约》之后，苏联受到条约压力方才停止支持三区革命。

## 中華民國境内的分離勢力

### 中国大陆
自中华民国政府迁台后，两岸长期存在谁能代表中国的正统之争。中華民國政府將中華人民共和國所在的大陸地區視為分離主義叛亂政權。
1980年代，随着两岸和世界局势变化，中华人民共和国由武装占领台湾、统一中国转为寻求一国两制下和平统一中国。中华民国则放弃武装反攻、统一中国的主张，转而在两岸间寻求和平。

### 臺灣
- 國族：臺灣人
  - 謀求建立的國家： 臺灣共和國
    - 支持政黨：部分泛綠陣營（民主进步党的部分派別、时代力量[存在爭議]、台灣團結聯盟、台灣基進、自由台灣黨等）
    - 支持團體：喜樂島聯盟、公投護台灣聯盟

在两岸长期分治的政治现实、台灣在政治民主化與台湾本土化后。部分台湾泛綠陣營主張將臺灣建立為主權獨立國家，部分則主張臺灣正名運動，這些團體也被部分人士稱為分離主義運動團體。

## 各方觀點

### 中华人民共和国的觀點
中华人民共和国政府强调“一个中国”，不接受“一中各表”，反对“两个中国”、“一中一台”、“一国两府”。中华人民共和国外交部提及的基本方针为“世界上只有一个中国，台湾是中国不可分割的一部分，中央政府在北京，这是举世公认的事实，也是和平解决台湾问题的前提。 ”

### 美國的觀點
美國國務院指出，美國的「一中政策」與中國的「一中原則」明顯不同，美國對台灣主權沒有立場。
美國長久以來採行一個中國政策，這跟北京的一個中國原則明顯不同，在一中原則下，中國共產黨主張對台灣擁有主權。美國對台灣的主權不採取立場。

### 中华民国的觀點
中華民國大陸委員會网站在2021年11月4日更新的出版品页面中表示制度之爭是造成兩岸分裂分治的本質。
既然臺灣或海外急望統一的人士都不願意到大陸定居；既然北平連香港最起碼的民主都不能容忍；中共憑什麼指責別人遲疑不肯統一？如果中國大陸實施自由民主的制度，經濟條件符合現代化水準，那有中國人不願見到自己國家統一呢？外國人又如何干涉得了？所以中國統一問題的真正癥結還是出在中共本身，不在別人。這也就是為什麼中華民國政府一再強調：「只有中國問題，沒有臺灣問題」的根本原因。

## 备注
1. ↑  廣義的大中華地區是指隸屬於儒家文化圈的中華人民共和國、台灣等地，不包括海外華人聚居區。
2. ↑  中國大陸範圍含混不清，在或称中国内地的情況下，包括新疆、西藏、内蒙古及滿洲地區。
3. ↑  “台湾”，更为准确的称谓是——台湾地区。以台湾岛为主体，加上澎金马，合称台澎金马。
4. ↑  1921年蒙古革命驅逐北洋軍再次獲得獨立，1946年蒙古人民共和國被中國政府承認。
5. ↑  此处的“回”在当时是对回教民众（穆斯林）的泛称，亦可指回疆各民族，包括今天的维吾尔族、哈萨克族、乌兹别克族等，参见五族共和。
6. ↑  中国共产党领导下的陕甘宁边区政府名义上直属国民政府行政院。
7. ↑  作者署名钟声，是《人民日报》国际评论文章所使用的笔名。